# Union City (Tennessee)
Union City é uma cidade localizada no estado norte-americano de Tennessee, no Condado de Obion.

## Demografia
Segundo o censo norte-americano de 2000, a sua população era de 10.876 habitantes.
Em 2006, foi estimada uma população de 10.786, um decréscimo de 90 (-0.8%).

## Geografia
De acordo com o United States Census Bureau tem uma área de
27,6 km², dos quais 27,6 km² cobertos por terra e 0,0 km² cobertos por água. Union City localiza-se a aproximadamente 109 m acima do nível do mar.

## Localidades na vizinhança
O diagrama seguinte representa as localidades num raio de 20 km ao redor de Union City.